# بيبي (مسلسل)
طفل (بالإنجليزية: Baby) هو مسلسل دراما إيطالي من بطولة بينيديتا بوركارولي وأليس باجاني. عرض الموسم الأول منه على نتفليكس في 30 نوفمبر 2018 وتم تجيده لموسم ثاني عرض في 18 أكتوبر 2019 ثم موسم ثالث والأخير عرض في 16 سبتمبر 2020. يتبع المسلسل طلابًا في مدرسة ثانوية راقية في باريولي، روما متورطين في الدعارة.  إنه مبني بشكل فضفاض على قصة فتاتين في المدرسة الثانوية في روما متورطتين في عصابة دعارة القصر (فضيحة بيبي سكويلو) في عام 2014.

## روابط خارجية
بيبي (مسلسل) على موقع IMDb (الإنجليزية)
- بيبي (مسلسل) على موقع روتن توميتوز (الإنجليزية)
- بيبي (مسلسل) على موقع نتفليكس (الإنجليزية)
- بيبي (مسلسل) على موقع فيلمافينيتي (الإسبانية)
- بيبي (مسلسل) على موقع كينوبويسك (الروسية)
- بيبي (مسلسل) على موقع ألو سيني (الفرنسية)
- بيبي (مسلسل) على موقع قاعدة بيانات الفيلم (الإنجليزية)